# Milo De Angelis
Milo De Angelis (Milà, 1951) és un poeta en italià autor de diversos llibres de poesia, així com un volum d'històries i un d'assajos. També ha publicat traduccions de diversos autors francesos moderns, així com de clàssics grecs. La seva primera col·lecció seva de la poesia va ser titulada Somiglianze (1976).

## Obres publicades
Poesia
- Somiglianze, Guanda, Parma 1976; 1990²
- Millimetri, Einaudi, Torino 1983 ISBN 88-06-05522-4; Il Saggiatore, Milano, 2013²
- Terra del viso, Mondadori, Milano, 1985
- Distante un padre, Mondadori, Milano, 1989 ISBN 88-04-32184-9
- Biografia sommaria, Mondadori, Milano, 1999 ISBN 88-04-45864-X
- Tema dell'addio, Mondadori, Milano, 2005 ISBN 88-04-53751-5
- Quell'andarsene nel buio dei cortili, Mondadori, Milano, 2010 ISBN 978-88-04-60236-1
- Incontri e agguati, Mondadori, Milano, 2015 ISBN 978-88-04-65498-8

Antologies poètiques
- Non solo creato, Crocetti, Milano, 1990 (amb Giovanna Sicari)
- Dove eravamo già stati. Poesie 1970-1999, Donzelli, Roma 2001 ISBN 88-7989-631-8
- Poesie, introduzione di Eraldo Affinati, Oscar Mondadori, Milano, 2008 ISBN 978-88-04-57725-6

Narrativa
- La corsa dei mantelli, Guanda, Parma 1979; Marcos y Marcos, 2011²

Assaig
- Poesia e destino, Cappelli, Bologna 1982
- Colloqui sulla poesia / Milo De Angelis, raccolta di interviste al poeta a cura di Isabella Vincentini, con DVD allegato a cura di Viviana Nicodemo e Stefano Massari, Edizioni La Vita Felice, Milano, 2008 ISBN 978-88-7799-225-3

Traduccions
- Charles Baudelaire, Paradisi artificiali, Guanda, Parma 1978; SE, Milano, 2002 ISBN 978-88-7710-741-1; Oscar Mondadori, Milano, 2003 ISBN 978-88-04-51973-7
- Maurice Blanchot, L'attesa, l'oblio, Guanda, Parma 1978
- Claudiano, Il rapimento di Proserpina, Marcos y Marcos, Milano, 1984; Casaccia, Fossano 2010 ISBN 978-88-904504-2-6
- Maurice Maeterlinck, Serre calde - Quindici canzoni, Mondadori, Milano, 1989 ISBN 88-04-31983-6
- Pierre Drieu La Rochelle, Diario di un delicato, SE, Milano, 1998 ISBN 88-7710-412-0
- L'amore, il vino, la morte: epigrammi dall'antologia palatina, ES, Milano, 2005 ISBN 88-86534-62-0
- Lucrezio, Sotto la scure silenziosa: frammenti dal De rerum natura, SE, Milano, 2005 ISBN 88-7710-640-9
- Racine, La Tebaide e Mitridate in Teatro, Mondadori, Milano, 2009